# Alejandro Lira
Alejandro Lira fue un popular actor cómico chileno.

## Carrera
De una singularidad personalidad cómica, Lira se hizo muy famoso en las tablas a comienzos de 1930, luego pasó al cine donde brilló con sus interpretaciones humorísticas.
Para la pantalla grande chilena trabajó de la mano de reconocidos directores como José Bohr (en 4 filmes suyos), Tito Davison, Eugenio de Liguoro  y Miguel Frank.
Actuó en obras como Me caso con el maestro en 1943. Formó un pequeño grupo de teatro con Lisette Lyon y Guillermo Carvallo con el que representaron diversos espectáculos cómicos contratados por el Departamento de Extensión Cultural.
Actuó en el famoso teatro Bim Bam Bum, en el hacía reír el recordado Manolo González con su humor político, el primer actor Eugenio Retes y un batallón de carcajadas donde destacaban Iris del Valle y Gabriel Araya, entre otros. Participó en televisión en el programa La silla eléctrica.

## Filmografía
- 1969: Sonrisas de Chile.
- 1964: El burócrata González.
- 1947: La dama sin Camelias.
- 1945: Casamiento por poder.
- 1945: Cita con el destino.
- 1943: El relegado de Pichintún.
- 1941: Verdejo gasta un millón.[3]